# Károly Szittya
Károly Szittya, född 18 juni 1918 i Budapest, död 9 augusti 1983 i Szeged, var en ungersk vattenpolospelare och -tränare. Han ingick i Ungerns landslag vid olympiska sommarspelen 1948 och 1952. Ungern tog OS-silver i herrarnas vattenpolo i London och OS-guld i herrarnas vattenpolo i Helsingfors.
Szittya spelade för Újpest TE och Ferencváros TC. Efter sin aktiva spelarkarriär var Szittya verksam som tränare i Ungern och Kuba.